# Шэсянь (Ханьдань)
Шэся́нь (кит. упр. 涉县, пиньинь Shè xiàn) — уезд городского округа Ханьдань провинции Хэбэй (КНР).

## История
При империи Хань было образовано удельное владение Шэ (涉侯国), впоследствии преобразованное в уезд. При империи Северная Вэй уезд был ликвидирован, а его территория — разделена между уездами Линьшуй (临水县) и Илин (刈陵县). При империи Суй уезд был создан вновь. При империи Тан уезд Шэ был переименован в уезд Мо (漠县), но затем ему было возвращено прежнее название. При чжурчжэньской империи Цзинь в 1215 году уезд был поднят в статусе до области — так образовалась область Чунчжоу (崇州). При империи Мин в 1385 году область была вновь понижена в статусе до уезда.
В 1949 году был создан Специальный район Ханьдань (邯郸专区), и уезд вошёл в его состав. В 1958 году был расформирован уезд Уань, и его западная часть была присоединена к уезду Шэ, но в 1961 году уезд был восстановлен в прежних границах. В 1970 году Специальный район Ханьдань был переименован в Округ Ханьдань (邯郸地区). В июне 1993 года округ Ханьдань и город Ханьдань были расформированы, и образован Городской округ Ханьдань.

## Административное деление
Уезд Шэсянь делится на 1 уличный комитет, 8 посёлков и 8 волостей.

## Экономика
Шэсянь известен своей древней системой богарного земледелия на каменных террасах.

## Достопримечательности
В уезде рядом с горой Феникса (Фэнхуаншань) расположен скальный храмово-дворцовый комплекс Вахуан (Wahuang Palace или Nüwa Palace), посвящённый богине Нюйве. Комплекс был основан во II веке, и сегодня привлекает многочисленных паломников и туристов.

## Галерея

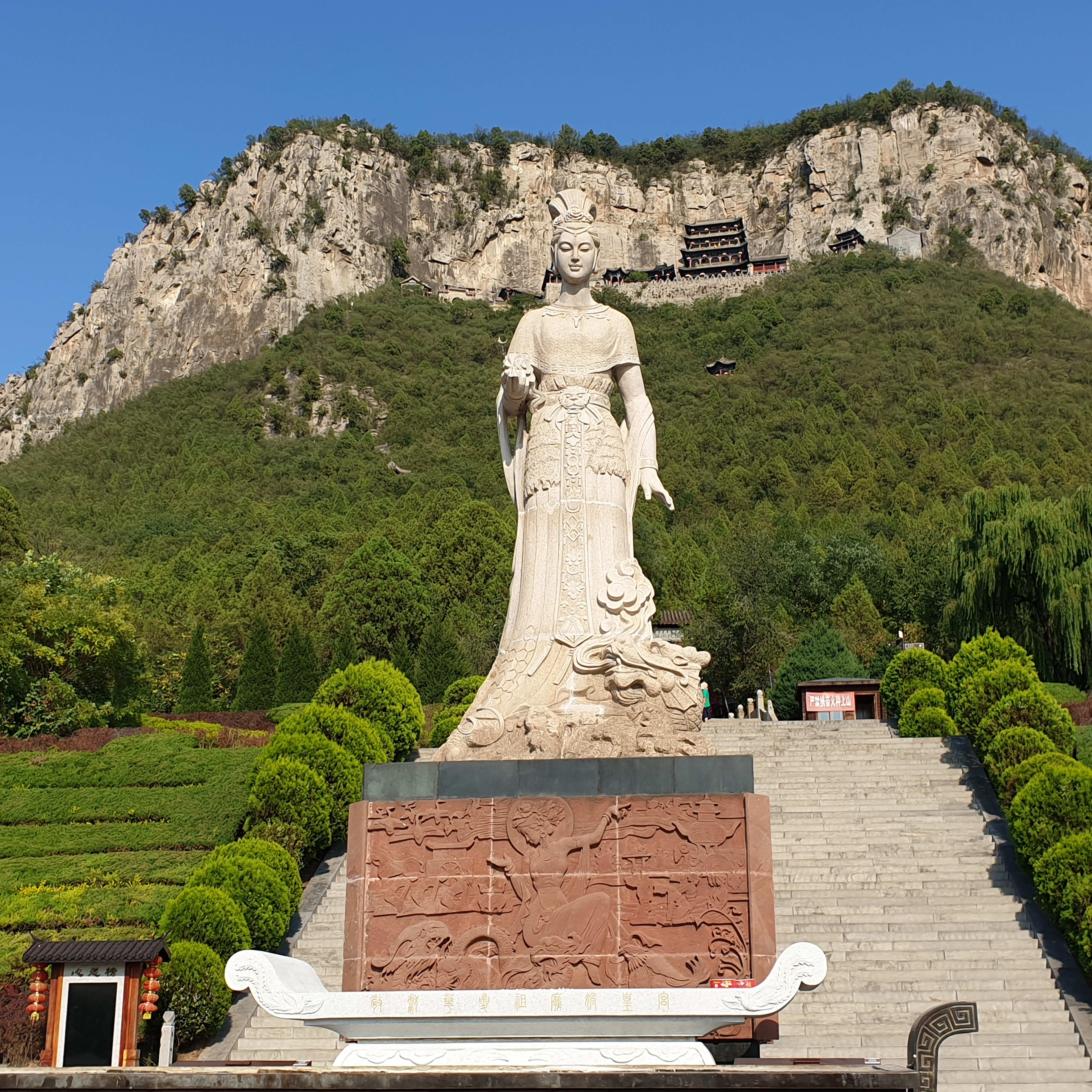
Статуя у дворца Вахуан
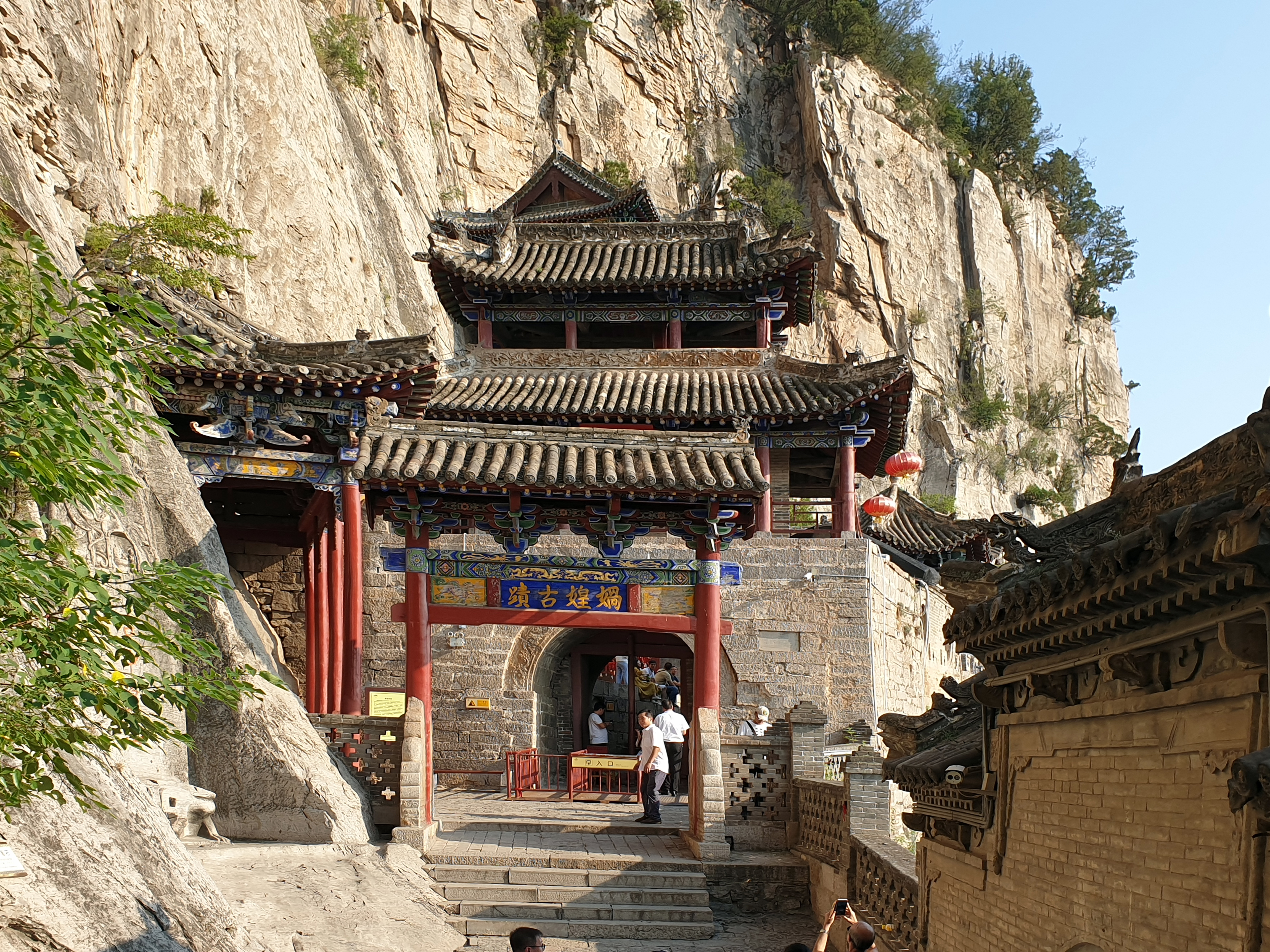
Вход во дворец Вахуан